# Вољск
Вољск (рус. Вольск) град је у Русији у Саратовској области. Налази се на десној обали реке Волге, 150 километара североисточно од Саратова. Према попису становништва из 2010. у граду је живело 66.520 становника. Вољск је основан 1690. године, на месту ушћа Маљиковске реке у Волгу. Градски статус је стекао 1780. године, под именом Волгск. Касније је име промељено у Вољск.

## Становништво
Према прелиминарним подацима са пописа, у граду је 2010. живело 66.520 становника, 4.604 (6,47%) мање него 2002.
| 1939.  | 1959.  | 1970.  | 1979.  | 1989.  | 2002.  | 2010.  |
| ------ | ------ | ------ | ------ | ------ | ------ | ------ |
| 56.109 | 63.422 | 69.191 | 65.749 | 65.683 | 71.124 | 66.508 |